# Sven Petersson (ingenjör)
Sven Olof Gunnar Petersson, född 3 oktober 1899 i Ekeby församling, Östergötlands län, död 2 december 1976 i Sankt Matteus församling, Stockholm, var en svensk bergsingenjör.
Petersson, som var son till lantbrukaren Carl Adolf Theodor Petersson och Frida Maria Carlsson, avlade efter studentexamen i Linköping 1919 avgångsexamen från Kungliga Tekniska högskolans fackavdelnings för bergsvetenskap underavdelning för gruvvetenskap 1926. Han var anställd vid AB Elektrisk Malmletning (från 1967 Terratest AB) 1926–1928, styrelseledamot där 1960–1972, bedrev mätningsarbete i Sydafrika och Rhodesia 1926–1927, var försäljningschef vid J.D. Brusell & Cia i Bahia, Brasilien, 1928–1929, affärsingenjör vid Svenska Diamantbergborrnings AB 1929, blev vice verkställande direktör 1961, var verkställande direktör 1968–1970 och styrelseledamot där 1963–1970.
Petersson var sekreterare i Svenska Teknologföreningens avdelning för kemi och bergsvetenskap 1936–1949 och ordförande 1953–1954. Han var styrelseledamot i bland annat Craelius East African Drilling Company Ltd i Nairobi och Craelius Company Ltd i London. Han var medlem av Institute of Mining and Metallurgy i London.